# Jacques Zimako
Jacques Zimako (Lifou, 28 december 1951 – Sartène, 8 december 2021) was een Frans voetballer uit Frankrijk, die speelde als aanvaller gedurende zijn carrière. Hij werd geboren in Nieuw Caledonië als Jacques Atre.

## Interlandcarrière
Zimako kwam dertien keer uit voor het Franse elftal, en scoorde twee keer voor Les Bleus in de periode 1977-1981. Hij maakte zijn debuut op 2 februari 1977 in de vriendschappelijke thuiswedstrijd tegen Roemenië (2-0). Hij moest in dat duel in de rust plaatsmaken voor Bruno Baronchelli.
| Interlanddoelpunten | Interlanddoelpunten | Interlanddoelpunten | Interlanddoelpunten | Interlanddoelpunten | Interlanddoelpunten | Interlanddoelpunten | Interlanddoelpunten |
| #                   | Datum               | Locatie             | Wedstrijd           | Goal(s)             | Score               | Uitslag             | Wedstrijd           |
| ------------------- | ------------------- | ------------------- | ------------------- | ------------------- | ------------------- | ------------------- | ------------------- |
| 1                   | 11/10/1980          | Limassol            | Cyprus – Frankrijk  | 87'                 | 0 – 7               | 0 – 7               | WK-kwalificatie     |
| 2                   | 28/10/1980          | Parijs              | Frankrijk – Ierland | 77'                 | 2 – 0               | 2 – 0               | WK-kwalificatie     |

## Erelijst
AS Saint-Étienne
- Frans landskampioen

1981